# Wrede Range
Wrede Range är ett berg i Kanada.   Det ligger i provinsen British Columbia, i den centrala delen av landet, 3 600 km väster om huvudstaden Ottawa. Toppen på Wrede Range är 2 079 meter över havet, eller 231 meter över den omgivande terrängen. Bredden vid basen är 1,3 km.
Terrängen runt Wrede Range är kuperad åt sydväst, men åt nordost är den bergig. Trakten runt Wrede Range är nära nog obefolkad, med mindre än två invånare per kvadratkilometer.. Det finns inga samhällen i närheten.
Trakten runt Wrede Range består i huvudsak av gräsmarker.